# Boleros (álbum de Tito Fernández)
Boleros es el cuarto álbum de estudio del cantautor y folclorista chileno Tito Fernández, lanzado en 1973 por el sello discográfico Peña de los Parra, de los hermanos Isabel y Ángel Parra, y también como parte de la Colección La Semilla.
Este fue su primer álbum en no ser distribuido a través de DICAP, cerrado ese mismo año producto del Golpe de Estado en Chile de 1973. Fue grabado en sólo cinco horas de trabajo.

## Lista de canciones
Toda la música compuesta por Tito Fernández. 
| Lado A |                          |          |  |
| N.º    | Título                   | Duración |  |
| 1.     | «Yo soy uno de aquellos» |          |  |
| 2.     | «Si volvieras»           |          |  |
| 3.     | «Es hora de cantar»      |          |  |
| 4.     | «Sabor a hiel»           |          |  |
| 5.     | «Las horas tristes»      |          |  |

| Lado B |                       |          |  |
| N.º    | Título                | Duración |  |
| 6.     | «Un vals para Jazmín» |          |  |
| 7.     | «Yo vengo a contar»   |          |  |
| 8.     | «Caminando»           |          |  |
| 9.     | «Recuerdos de Lima»   |          |  |
| 10.    | «Yo quiero verte»     |          |  |

## Créditos
Intérpretes
- Tito Fernández
- Roberto Parra: primera guitarra
- Rosales: bajo
- Rafael Traslaviña: bongo
- Carlos Necochea: ritmo

Otros
- Luis Torrejón: sala de control